# Etiquette

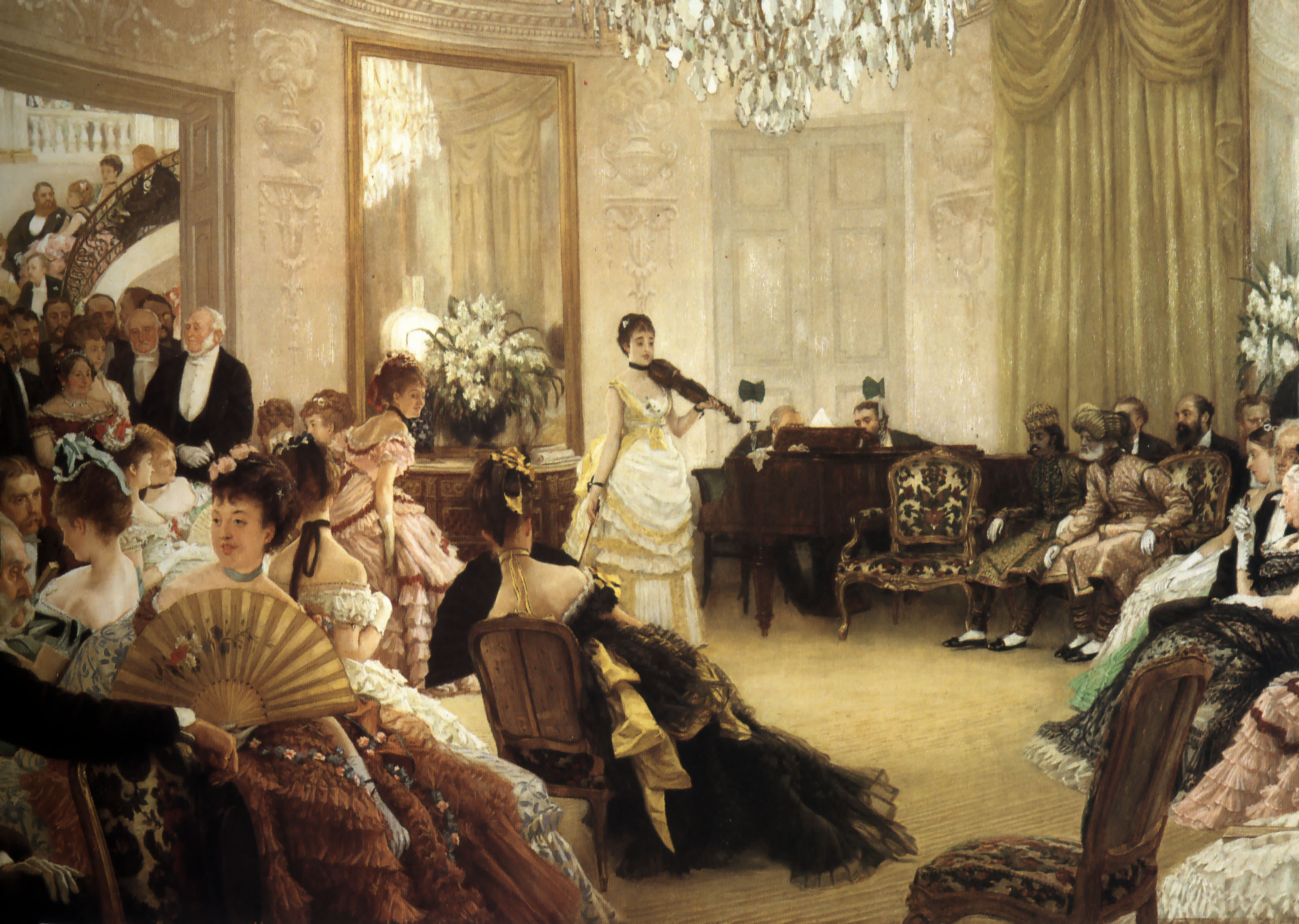
Etiquette op een bal in Londen in het victoriaans tijdperk.

Etiquette of decorum, is het geheel van cultuurgebonden, ongeschreven beleefdheidsregels en omgangsvormen. De kern van etiquette is het rekening houden met de gevoelens van anderen, en met de gebruiken in een samenleving, in alle mogelijke situaties van sociale interactie.

## Etymologie
Etiquette komt uit het Frans, waar het eerst de inkerving in een stok betekende, en later opschrift op een voorwerp. Aan het hof van Filips de Goede kregen de bezoekers de hofregels op een kaartje (een etiquette), zodat ze geen fouten zouden maken. Vanuit de betekenis 'kaartje met gedragsregels', kreeg etiquette, via metonymie, de betekenis van 'gedragsregels' tout court.

## Vormen van etiquette
Etiquette heeft betrekking op de juiste wijze van het:
- zichzelf voorstellen, of iemand anders voorstellen
- groeten en begroeten
- converseren
- zich kleden, zich opmaken, het zich tooien met sieraden, kiezen van parfum
- zich gedragen aan tafel
- uitnodigen, gedrag bij feestelijke gelegenheden
- geschenken kiezen, geven en ontvangen
- omgaan met mensen in of uit andere landen, culturen en religies
- hoffelijk en behulpzaam zijn
- communiceren per telefoon en brief
- communiceren via internet, inclusief e-mail (de nettiquette)
- zich gedragen tijdens de sportbeoefening
  - Voor golf is er een uitgebreide etiquette
  - Voetbal: wanneer een speler geblesseerd raakt, de bal over de zijlijn spelen zodat de speler verzorgd kan worden. Bij de spelhervatting de bal vervolgens teruggeven aan de partij die in balbezit was voor de spelonderbreking.
  - Watersport: zich juist gedragen op het water

## Nut van etiquette
Etiquetteregels kunnen om verschillende redenen ontstaan. Zo kunnen ze een praktisch nut hebben. Tafelmanieren zijn er bijvoorbeeld om knoeien te voorkomen, of dat men elkaar besmeurt. Als twee staatshoofden of diplomaten van vijandige staten elkaar ontmoeten, dan zorgt de etiquette ervoor dat ze toch op een prettige manier kunnen communiceren, waardoor het conflict in elk geval niet verder escaleert. Etiquetteregels dienen daarnaast om machtsverhoudingen aan te stippen. Zo kan het beledigend zijn wanneer een van de andere aanwezigen zich beter kleedt dan de belangrijkste gast op een feest, of als een belangrijk persoon een triviaal compliment maakt als "Majesteit, deze jurk staat u prachtig". Duidelijke regels zorgen ervoor dat iemand zich niet ongemakkelijk hoeft te voelen, ook niet in nieuwe of lastige situaties. Men hoeft zich immers alleen aan de etiquette te houden.

### Verstikkende etiquette
Etiquetteregels willen nog weleens een eigen leven gaan leiden, waardoor het praktisch nut uit het oog verloren wordt. Zo wordt het victoriaans tijdperk, met zijn strenge etiquette, achteraf vaak als verstikkend gezien.

## Faux pas
Het overtreden van een etiquetteregel wordt een faux pas genoemd. Vooral bij het bezoek aan een andere cultuur kan men snel in de fout gaan. Wat in de ene cultuur gepast is, daar kan in de andere cultuur aanstoot aan worden genomen. Ook wordt in de ene cultuur sneller aanstoot genomen aan een faux pas dan in de andere. Zo worden Nederlanders in niet-westerse culturen nog weleens als bot ervaren omdat ze gewend zijn dat ze min of meer altijd hun mening mogen geven. In de Japanse theeceremonie moeten alle protocollen correct worden uitgevoerd omdat een kleine fout als belediging opgevat zal worden. Deze theeceremonie is echter weer uitgedacht om vriend en vijand op een prettige manier samen te brengen.

## Subculturen en beroepsgroepen in Nederland
Binnen een cultuur kennen beroepsgroepen en subculturen een eigen etiquette. Zo zijn er in Nederland verschillende regels voor oud geld en nouveau riche en ook per stad zijn er verschillen. Zo is het in de Haagse oud-geldkringen ongepast om "Eet smakelijk" te zeggen. Dit spreekt immers voor zich. Iemand uit Groningen zou het eerder raar vinden wanneer dit niet gezegd wordt. 
Het leger kent zijn eigen etiquetteregels.

## Surinaamse etiquetteregels
Door de afkomst van de Surinamers, door het tropische klimaat en veel sociale en religieuze factoren heeft Suriname eigen beleefdheidregels, die soms afwijken van die Europa of ook die van de buurlanden:
- Voor het betreden van een woning worden de schoenen uitgetrokken.
- Als gasten bij iemand thuis uitgenodigd worden, wordt nagenoeg altijd een uitgebreide warme maaltijd gegeten. Het weigeren hieraan deel te nemen of sowieso het weigeren van eten of iets te drinken wordt als onbeleefd gezien. Als de gastheer of gastvrouw al gegeten hebben, kan het zijn dat zij niet aan de maaltijd deelnemen.
- Bij het ontvangen van een cadeau wordt dit niet direct geopend.
- Wanneer volwassenen spreken, worden kinderen geacht te zwijgen, tenzij ze direct aangesproken worden.
- Een bezoeker moet er op letten 's avonds op tijd te vertrekken.
- Op straat wordt een kalm gedrag en een aangepaste kleding gewaardeerd.
- Het is gebruikelijk bij afspraken op tijd te komen.
- Bij een eerste ontmoeting wordt meestal de u-vorm gekozen.
- Bij zakendoen moet een informele toon vermeden worden en wordt het aanspreken met de juiste titel of functie gewaardeerd. Het is aan te raden, dat gesprekspartners elkaar eerst persoonlijk leren kennen voordat zakelijke thema's aangesneden worden. Bij problemen is een zorgvuldige formulering te verkiezen.